# Борислав Михайлов
Борислав Бисеров Михайлов е  български футболист, вратар. Полуфиналист от Световното първенство по футбол САЩ 1994 с Българския национален отбор по футбол и президент на Българския футболен съюз от 2005 до 2019 г. и отново през 2021 до 2023 г.
На заседание на БФС, на 28 април 2021 г. Михайлов оттегля подадената оставка и така отново се завръща като президент на БФС, също така се отменя и извънредният конгрес за нов президент. На 5 май 2021 г. Агенцията по вписвания отказва Михайлов да бъде вписан като президент на БФС. На 1 юни 2021 г. Софийски градски съд отменя отказа на Агенцията. На 6 август 2021 г. апелативният съд потвърждава, че Борислав Михайлов е президент на БФС.
На 12 октомври 2021 г. на извънреден конгрес на БФС за избор на нов президент, Михайлов получава 241 гласа, докато за основния му конкурент Димитър Бербатов гласуват 230. В интервю за Си Ен Ен Бербатов заявява, че 242 гласа са нужни за да бъде избран президент, но вместо да отидат на втори тур, ръководството незаконно обявява Михайлов за победител. На 27 ноември 2023 г., след масови протести от страна на футболни запалянковци, на конгрес на БФС Михайлов подава оставка като негов президент.

## Биография
Роден на 12 февруари 1963 г. в София. Син е на Бисер Михайлов, вратар на Левски (София) и националния отбор, и баща на националния вратар Николай Михайлов.
Играе в Левски (София) от 1981 до 1989 г. (180 мача за първенството), Белененсеш (Португалия) от 1989 до 1991 г., ФК Мюлуз (Франция) от 1992 до 1994, Ботев (Пловдив) в периода 1994 – 1995 г. От 1995 г. преминава в английския Рединг за цена от £ 800 000. Михайлов заема мястото на любимеца на отбора Шака Хислоп. В Славия играе през 1997 – 98 г. и за ФК Цюрих (Швейцария) през 1998/99 г.
Шампион на страната през 1984, 1985 и 1988 г., носител на купата през 1982, 1984 и 1986 г. В А група има 214 мача. С екипа на Левски е изиграл 34 мача за купата на страната и 18 мача в евротурнирите (6 за КЕШ, 7 за КНК и 5 за УЕФА). След финала за купата през 1985 г. между ЦСКА и Левски е сред наказаните с изключване от футбола, но е реабилитиран след половин година.
Има 93 мача за националния отбор и 9 за олимпийския – общо 102, от които 60 като капитан (рекорд за България). Дебютира на 4 май 1983 г. срещу Куба в София (3:2), последен мач на 5 юни 1998 г. срещу Алжир (2:0) в София. Неговият мач № 100 е на 6 ноември 1996 г. срещу Саудитска Арабия 0:1 като гост.
Участва на Световното първенство през 1986 г. в Мексико (осминафинал, играе 4 мача), полуфиналист от Световното първенство през 1994 г. в САЩ (в 7 мача), както и на Европейското първенство през 1996 г. в Англия (в 3 мача). Участва в мача Европа – Африка (4:0) през 2001 г. в Бари.
Борислав Михайлов е най-успешният вратар в историята на българския футбол. Избран за Футболист № 1 на България през 1986 г.
По-късно влиза в ръководството на Левски. От 2000 г. е член на Изпълкома на Българския футболен съюз (БФС) и заместник-председател на Държавната агенция за младежта и спорта. От 2001 г. е първи вицепрезидент на БФС. Избран е за президент на БФС на 21 октомври 2005 г. На 30 януари 2009 г. е преизбран на поста, след като за кандидатурата му гласуват 316 от 373 делегата на конгреса на БФС. На 22 март 2011 година Борислав Михайлов е избран за член на Изпълкома на УЕФА. Той е първият българин, избран на този пост. На 14 февруари 2014 г. е избран за трети път за президент на БФС. На 16 февруари 2018 г. е преизбран отново за президент на БФС.
На 15 октомври 2019 г. оставката му е поискана публично, лично от Министър-председателя Бойко Борисов, във връзка с расистки прояви на фенове по време евроквалификационния мач между националните отбори на България и Англия, след като България губи от Англия с 0:6 и след разследване на БФС от ГДБОП. Министър-председателят Бойко Борисов дава нареждане на министъра на младежта и спорта Красен Кралев да се преустановят всякакви отношения с Българския футболен съюз, включително и финансови, докато Борислав Михайлов не подаде оставка.
На 18 октомври 2019 г. официално депозира оставката си пред Изпълкома на БФС, след което дава пресконференция за журналистите, по повод дейността му като президент на БФС в последните 14 години.
Женен е за трикратната световна шампионка по художествена гимнастика Мария Петрова. Има три деца (две дъщери и син) – Бисера и Николай от първия си брак, и Елинор – от брака си с Мария Петрова. В края на 2008 г. се ражда първият му внук.

## Статистика по сезони
- Левски – 1981/82 – А РФГ, 24 мача
- Левски – 1982/83 – А РФГ, 25 мача
- Левски – 1983/84 – А РФГ, 30 мача
- Левски – 1984/85 – А РФГ, 29 мача
- Левски – 1986/пр. — А РФГ, 10 мача
- Левски – 1986/87 – А РФГ, 26 мача
- Левски – 1987/88 – А РФГ, 25 мача
- Левски – 1988/89 – А РФГ, 11 мача
- Белененсеш – 1989/90 – Португалска лига, 7 мача
- Белененсеш – 1990/91 – Португалска лига, 20 мача
- Белененсеш – 1991/ес. — Португалска лига, 2 мача
- Мюлуз – 1992/пр. — Лига 2, 18 мача
- Мюлуз – 1992/93 – Лига 2, 22 мача
- Мюлуз – 1993/94 – Лига 2, 25 мача
- Ботев – 1994/95 – А РФГ, 17 мача
- Ботев – 1995/ес. — А РФГ, 3 мача
- Рединг – 1995/96 – Чемпиъншип, 16 мача
- Рединг – 1996/97 – Чемпиъншип, 8 мача
- Славия – 1997/98 – А РФГ, 14 мача
- ФК Цюрих – 1998/ес. — Швейцарска Суперлига, 1 мач